# Kuçovë (district)
Kuçovë (Albanees: Rrethi i Kuçovës) is een van de 36 districten van Albanië. Het heeft 35.000 inwoners (in 2004) en een oppervlakte van 112 km². Het is gelegen in het midden van het land in de prefectuur Berat. De hoofdstad van het district is de stad Kuçovë.

## Gemeenten
Kuçovë telt drie gemeenten.
- Kozarë
- Kuçovë (stad)
- Perond

## Bevolking
In de periode 1995-2001 had het district een vruchtbaarheidscijfer van 2,21 kinderen per vrouw, hetgeen lager was dan het nationale gemiddelde van 2,47 kinderen per vrouw.
Berat · Bulqizë · Delvinë · Devoll · Dibër · Durrës · Ëlbasan · Fier · Gjirokastër · Gramsh · Has · Kavajë · Kolonjë · Korçë · Krujë · Kuçovë · Kukës · Kurbin · Lezhë · Librazhd · Lushnjë · Malësi e Madhe · Mallakastër · Mat · Mirditë · Peqin · Përmet · Pogradec · Pukë · Sarandë · Skrapar · Shkodër · Tepelenë · Tirana · Tropojë · Vlorë